# Чемпіонат світу з футболу 1978 (група A)
У Групі A на другому груповому етапі чемпіонату світу з футболу 1978 чотири команди визначали між собою одного учасника фіналу світової першості, а також одного учасника гри за третє місце турніру.
Учасниками другого групового турніру ставали команди, які посіли перше і друге місця у кожній із чотирьох груп першого групового етапу. Відповідно до Групи A потрапили переможці першої і третьої груп, збірні Італії та Австрії, а також команди ФРН та Нідерландів, фіналісти попередньої світової першості, що фінішували другими у другій і четвертій групах першого групового етапу.
Матчі у Групі A проходили з 14 по 21 червня 1978 року на стадіонах Естадіо Шато Каррерас у Кордові та Естадіо Монументаль в Буенос-Айресі за круговою системою, за якої кожна команда проводила по одній грі із кожним із суперників. За їх результатами збірна Нідерландів стала переможцем Групи і, відповідно, учасником фіналу чемпіонату, а футболісти Італії посіли друге місце у групі і брали участь у грі за бронзові нагороди чемпіонату.

## Учасники
Учасниками змагання у Групі A на другому груповому етапі стали переможці Груп 1 і 3, а також команди, що посіли другі місця в групах 2 і 4 першого групового етапу.
| Група | Переможці   |
| ----- | ----------- |
| 1     | Італія      |
| 3     | Австрія     |
| Група | Другі місця |
| 2     | ФРН         |
| 4     | Нідерланди  |

## Турнірне становище
| Поз | Команда    | І | В | Н | П | ГЗ | ГП | РГ | О | Кваліфікація                |
| --- | ---------- | - | - | - | - | -- | -- | -- | - | --------------------------- |
| 1   | Нідерланди | 3 | 2 | 1 | 0 | 9  | 4  | +5 | 5 | Вихід до фіналу             |
| 2   | Італія     | 3 | 1 | 1 | 1 | 2  | 2  | 0  | 3 | Вихід до гри за третє місце |
| 3   | ФРН        | 3 | 0 | 2 | 1 | 4  | 5  | −1 | 2 |                             |
| 4   | Австрія    | 3 | 1 | 0 | 2 | 4  | 8  | −4 | 2 |                             |

## Матчі

### Австрія— Нідерланди
Діючі віцечемпіони світу нідерландці усвідомлювали, що попри перевагу у класі над суперниками подолали перший груповий етап не без допомоги везіння, тому гру з австрійцями, чий прохід до другого групового етапу був певною несподіванкою, провели дуже зосереджено. Їм вдавалося не лише створювати гострі моменти, а й їх реалізовувати. Вже на 6-й хвилині вони повели в рахунку, коли австрійський захист при подачі зі штрафного залишив неприкритим на дальній штанзі власних воріт Ерні Брандтса. Згодом на 35-й хвилині у ворота Австрії було призначено пенальті за поштовх Янсена, який реалізував Ренсенбрінк. А ще за хвилину нідерландці після удару Джонні Репа відзначилися утретє, фактично знявши питання про результат гри.
На початку другого тайму передача Ренсенбрінка вивела того ж Репа на ворота австрійців, які було вражено учверте за гру. На 80-й хвилині австрійцям зусиллями Обермаєра нарешті вдалося відквітати один гол, утім останнє слово у грі було все ж збірною Нідерландів, п'ятий гол у складі якої вже за дві хвилини з передачі знов таки Ренсенбрінка провів Віллі ван де Керкгоф.
| 14 червня 1978 13:45 ART |

| Австрія      | 1–5      | Нідерланди                                                           |
| ------------ | -------- | -------------------------------------------------------------------- |
| Обермаєр 80' | Протокол | Брандтс 6' Ренсенбрінк 35' (пен.) Реп 36', 53' В. ван де Керкгоф 82' |

| Естадіо Шато Каррерас, Кордова Глядачів: 25,050 Арбітр: Джон Гордон (Шотландія) |

| Австрія | Нідерланди |

| ВР                | 1  | Фрідріх Концилія      |
| ЗХ                | 2  | Роберт Зара (к)       |
| ЗХ                | 3  | Еріх Обермаєр         |
| ЗХ                | 4  | Герхард Брайтенбергер |
| ЗХ                | 5  | Бруно Пеццай          |
| ПЗ                | 7  | Йозеф Гікерсбергер    |
| ПЗ                | 8  | Герберт Прогазка      |
| ПЗ                | 11 | Курт Яра              |
| ПЗ                | 12 | Едуард Крігер         |
| НП                | 9  | Ганс Кранкль          |
| НП                | 10 | Вільгельм Кройц       |
| Головний тренер:  |    |                       |
| Гельмут Сенекович |    |                       |

| ВР               | 1  | Піт Схрейверс        |  |     |
| ЗХ               | 2  | Ян Портвліт          |  |     |
| ЗХ               | 5  | Руд Крол (к)         |  |     |
| ЗХ               | 7  | Пітер Вілдсхут       |  |     |
| ЗХ               | 22 | Ерні Брандтс         |  | 66' |
| ПЗ               | 6  | Вім Янсен            |  |     |
| ПЗ               | 9  | Арі Ган              |  |     |
| MF               | 10 | Рене ван де Керкгоф  |  | 60' |
| ПЗ               | 11 | Віллі ван де Керкгоф |  |     |
| НП               | 16 | Джонні Реп           |  |     |
| НП               | 12 | Роб Ренсенбрінк      |  |     |
| Заміни:          |    |                      |  |     |
| ПЗ               | 3  | Дік Схунакер         |  | 60' |
| ЗХ               | 4  | Адрі ван Край        |  | 66' |
| Головний тренер: |    |                      |  |     |
| Ернст Гаппель    |    |                      |  |     |

### Італія— ФРН
Нульова нічия стала нелогічним результатом гри, у якій обидві команди, а насамперед італійці, мали достатньо гольових шансів. Одне з підключень до атаки флангового захисника Антоніо Кабріні завершилося ударом в поперечину воріт Зеппа Маєра, а згодом 100-відсотковий шанс не реалізував Роберто Беттега, під чий удар кинулися відразу два німецькі захисники. Футболісти ж із ФРН мали небезпідставні претензії до головного арбітра, який залишив поза увагою порушення правил на Фішері у карному майданчику італійців.
Гра стала для воротаря збірної Італії Діно Дзоффа 38-ю «сухою» у формі національної команди, що дозволило йому перевершити досягнення бразильця Жилмара, яке трималося дванадцять років, і стати рекордсменом за цим показником.
| 14 червня 1978 13:45 ART |

| Італія | 0–0      | ФРН |
| ------ | -------- | --- |
|        | Протокол |     |

| Естадіо Монументаль, Буенос-Айрес Глядачів: 67,547 Арбітр: Душан Максимович (Югославія) |

| ВР               | 1  | Діно Дзофф (к)       |  |     |
| ЗХ               | 2  | Мауро Беллуджі       |  |     |
| ЗХ               | 3  | Антоніо Кабріні      |  |     |
| ЗХ               | 5  | Клаудіо Джентіле     |  |     |
| ЗХ               | 8  | Гаетано Ширеа        |  |     |
| ПЗ               | 9  | Джанкарло Антоньйоні |  | 46' |
| ПЗ               | 10 | Ромео Бенетті        |  |     |
| ПЗ               | 14 | Марко Тарделлі       |  |     |
| ПЗ               | 16 | Франко Каузіо        |  |     |
| НП               | 18 | Роберто Беттега      |  |     |
| НП               | 21 | Паоло Россі          |  |     |
| Заміни:          |    |                      |  |     |
| ПЗ               | 15 | Ренато Дзаккареллі   |  | 46' |
| Головний тренер: |    |                      |  |     |
| Енцо Беардзот    |    |                      |  |     |

| ВР               | 1  | Зепп Маєр             |     |     |
| ЗХ               | 2  | Берті Фогтс (к)       |     |     |
| ЗХ               | 3  | Бернард Діц           |     |     |
| ЗХ               | 4  | Рольф Рюссман         |     |     |
| ЗХ               | 5  | Манфред Кальц         |     |     |
| ЗХ               | 8  | Герберт Циммерманн    |     | 53' |
| ПЗ               | 6  | Райнер Бонгоф         |     |     |
| ПЗ               | 10 | Гайнц Флое            |     | 68' |
| ПЗ               | 17 | Бернд Гельценбайн     |     |     |
| НП               | 9  | Клаус Фішер           |     |     |
| НП               | 11 | Карл-Гайнц Румменігге |     |     |
| Заміни:          |    |                       |     |     |
| ЗХ               | 13 | Гаральд Конопка       | 53' |     |
| ПЗ               | 15 | Еріх Бер              | 68' |     |
| Головний тренер: |    |                       |     |     |
| Гельмут Шен      |    |                       |     |     |

### Нідерланди— ФРН
Матч став повторенням фінальної гри попередньої світової першості, привернувши підвищену увагу вболівальників і ЗМІ. Попри те, що у складі нідерландців вийшли лише шість гравців, які брали участь у вирішальній грі чотирирічної давнини, а у західнонімецькій команді лише чотири, команди вважалися одними з фаворитів чемпіонату, і їх очна зустріч набувала особливого значення. Крім того, уругвайський головний рефері зустрічі Рамон Баррето також був учасником фіналу 1974 року, щоправда, тоді працював арбітром на лінії.
Як і в попередній зустрічі цих команд рахунок було відкрито у самому дебюті, проте цього разу успіху досягли гравці з ФРН — на третій хвилині вони здобули право на штрафний, удар Райнера Бонгофа з якого нідерландський голкіпер відбив, проте він був бессилим заблокувати добивання від Рюдигера Абрамчика.
Ще до завершення першої половини години гри нідерландцям вдалося зрівняти рахунок, коли дальній удар Арі Гана у верхній кут воріт виявився несподіванкою для Зеппа Маєра. У другому таймі збірна ФРН відновила перевагу завдяки Дітеру Мюллеру, який вдало замкнув головою фланговий навіс. Проте у фінальній десятихвилинці матчу Рене ван де Керкгоф змістився з флангу до центру і вразив ворота суперників обвідним ударом, відновивши рівновагу в рахунку і зберігши лідерство Нідерландів у турнірній таблиці.
У час, що залишався до завершення матчу, обидві команди мали шанси вирвати перевагу, проте удар Джонні Репа поцілив у поперечину, а Еріху Беру відзначитися у протилежні ворота завадив голкіпер нідерландців. Останнім і дещо курйозним епізодом гри стало вилучення на 88-й хвилині нідерландця Діка Наннінги, який незадовго до того вийшов на заміну. Він спочатку отримав попередження за ігровий епізод, а другу жовту картку побачив перед собою за реакцію на першу, зустрівши її демонстративним саркастичним сміхом.
| 18 червня 1978 16:45 ART |

| Нідерланди                    | 2–2      | ФРН                       |
| ----------------------------- | -------- | ------------------------- |
| Ган 27' Р. ван де Керкгоф 82' | Протокол | Абрамчик 3' Д. Мюллер 70' |

| Естадіо Шато Каррерас, Кордова Глядачів: 40,750 Арбітр: Рамон Баррето (Уругвай) |

| ВР               | 1  | Піт Схрейверс        |          |     |
| ЗХ               | 2  | Ян Портвліт          |          |     |
| ЗХ               | 5  | Руд Крол (к)         |          |     |
| ЗХ               | 7  | Пітер Вілдсхут       |          | 79' |
| ЗХ               | 22 | Ерні Брандтс         |          |     |
| ПЗ               | 6  | Вім Янсен            |          |     |
| ПЗ               | 9  | Арі Ган              |          |     |
| ПЗ               | 10 | Рене ван де Керкгоф  |          |     |
| ПЗ               | 11 | Віллі ван де Керкгоф | 6'       |     |
| НП               | 16 | Джонні Реп           |          |     |
| НП               | 12 | Роб Ренсенбрінк      |          |     |
| Заміни:          |    |                      |          |     |
| НП               | 18 | Дік Наннінга         | 87', 88' | 79' |
| Головний тренер: |    |                      |          |     |
| Ернст Гаппель    |    |                      |          |     |

| ВР               | 1  | Зепп Маєр             | 84' |
| ЗХ               | 2  | Берті Фогтс (к)       |     |
| ЗХ               | 3  | Бернард Діц           |     |
| ЗХ               | 4  | Рольф Рюссман         |     |
| ЗХ               | 5  | Манфред Кальц         |     |
| ПЗ               | 6  | Райнер Бонгоф         |     |
| ПЗ               | 15 | Еріх Бер              |     |
| ПЗ               | 17 | Бернд Гельценбайн     |     |
| НП               | 7  | Рюдигер Абрамчик      |     |
| НП               | 11 | Карл-Гайнц Румменігге |     |
| НП               | 14 | Дітер Мюллер          |     |
| Головний тренер: |    |                       |     |
| Гельмут Шен      |    |                       |     |

### Італія— Австрія
Гра проходила за суттєвої переваги італійців, які мали вигравати зі значною різницею голів. Проте перемогу їм приніс єдиний м'яч, забитий Паоло Россі у першій чверті гри завдяки особистій майстерності і наполегливості. Надалі італійцям бракувало точності у завершальних фазах атак, декілька разів австрійців виручав їх голкіпер Фрідріх Концилія, а одного разу від пропущеного гола їх зберіг лише відчайдушний, проте чистий підкат Бруно Пеццая у власному карному майданчику.
| 18 червня 1978 16:45 ART |

| Італія    | 1–0      | Австрія |
| --------- | -------- | ------- |
| Россі 13' | Протокол |         |

| Естадіо Монументаль, Буенос-Айрес Глядачів: 66,695 Арбітр: Франсіс Ріон (Бельгія) |

| ВР               | 1  | Діно Дзофф (к)       |  |     |
| ЗХ               | 2  | Мауро Беллуджі       |  | 46' |
| ЗХ               | 3  | Антоніо Кабріні      |  |     |
| ЗХ               | 5  | Клаудіо Джентіле     |  |     |
| ЗХ               | 8  | Гаетано Ширеа        |  |     |
| ПЗ               | 10 | Ромео Бенетті        |  |     |
| ПЗ               | 14 | Марко Тарделлі       |  |     |
| ПЗ               | 15 | Ренато Дзаккареллі   |  |     |
| ПЗ               | 16 | Франко Каузіо        |  |     |
| НП               | 18 | Роберто Беттега      |  | 72' |
| НП               | 21 | Паоло Россі          |  |     |
| Заміни:          |    |                      |  |     |
| ПЗ               | 4  | Антонелло Куккуредду |  | 46' |
| НП               | 19 | Франческо Граціані   |  | 72' |
| Головний тренер: |    |                      |  |     |
| Енцо Беардзот    |    |                      |  |     |

| ВР                | 1  | Фрідріх Концилія   |  |     |
| ЗХ                | 2  | Роберт Зара (к)    |  |     |
| ЗХ                | 3  | Еріх Обермаєр      |  |     |
| ЗХ                | 5  | Бруно Пеццай       |  |     |
| ЗХ                | 14 | Гайнріх Штрассер   |  |     |
| ПЗ                | 7  | Йозеф Гікерсбергер |  |     |
| ПЗ                | 8  | Герберт Прогазка   |  |     |
| ПЗ                | 12 | Едуард Крігер      |  |     |
| НП                | 9  | Ганс Кранкль       |  |     |
| НП                | 10 | Вільгельм Кройц    |  |     |
| НП                | 18 | Вальтер Шахнер     |  | 63' |
| Заміни:           |    |                    |  |     |
| НП                | 19 | Ганс Піркнер       |  | 63' |
| Головний тренер:  |    |                    |  |     |
| Гельмут Сенекович |    |                    |  |     |

### Австрія— ФРН
Перед початком матчу діючі на той час чемпіони світу, збірна ФРН, зберігали мінімальні шанси на продовження боротьби за захист титулу — їм треба було не лише вигравати із різницею у щонайменше чотири голи, але й сподіватися на нічию у паралельній грі у групі.
Початок матчу був багатообіцяючим для німців, які повели у рахунку вже на 19-й хвилині, коли Румменігге відзначився з передачі Дітера Мюллера. Однак згодом австрійський захист діяв обережніше і перший тайм завершився лише з мінімальною перевагою чемпіонів світу. У другому ж на 59-й хвилині рахунок зрівнявся після автогола німецького капітана Берті Фогтса, що фактично робило завдання німців на останні пів години гри непосильним. У цей час команди влаштували «перестрілку», переможцями в якій несподівано вийшли австрійці, на два голи форварда яких Ганса Кранкля німці відповіли лише одним влучним ударом головою Гельценбайна. Таким чином збірна Австрії уперше з 1931 року відсвяткувала перемогу у грі проти команди ФРН, яка залишила обидві команди поза раундом плей-оф.
| 21 червня 1978 13:45 ART |

| Австрія                         | 3–2      | ФРН                            |
| ------------------------------- | -------- | ------------------------------ |
| Фогтс 59' (аг) Кранкль 66', 87' | Протокол | Румменігге 19' Гельценбайн 68' |

| Естадіо Шато Каррерас, Кордова Глядачів: 38,318 Арбітр: Абрахам Кляйн (Ізраїль) |

| ВР                | 1  | Фрідріх Концилія   |     |     |
| ЗХ                | 2  | Роберт Зара (к)    | 85' |     |
| ЗХ                | 3  | Еріх Обермаєр      |     |     |
| ЗХ                | 5  | Бруно Пеццай       |     |     |
| ЗХ                | 14 | Гайнріх Штрассер   |     |     |
| ПЗ                | 7  | Йозеф Гікерсбергер |     |     |
| ПЗ                | 8  | Герберт Прогазка   | 69' |     |
| ПЗ                | 12 | Едуард Крігер      |     |     |
| НП                | 9  | Ганс Кранкль       |     |     |
| НП                | 10 | Вільгельм Кройц    |     |     |
| НП                | 18 | Вальтер Шахнер     |     | 71' |
| Заміни:           |    |                    |     |     |
| НП                | 17 | Франц Оберахер     |     | 71' |
| Головний тренер:  |    |                    |     |     |
| Гельмут Сенекович |    |                    |     |     |

| ВР               | 1  | Зепп Маєр             |     |     |
| ЗХ               | 2  | Берті Фогтс (к)       |     |     |
| ЗХ               | 3  | Бернард Діц           |     |     |
| ЗХ               | 4  | Рольф Рюссман         |     |     |
| ЗХ               | 5  | Манфред Кальц         |     |     |
| ПЗ               | 6  | Райнер Бонгоф         |     |     |
| ПЗ               | 15 | Еріх Бер              |     | 45' |
| ПЗ               | 17 | Бернд Гельценбайн     |     |     |
| НП               | 7  | Рюдигер Абрамчик      | 69' |     |
| НП               | 11 | Карл-Гайнц Румменігге |     |     |
| НП               | 14 | Дітер Мюллер          |     | 60' |
| Заміни:          |    |                       |     |     |
| ПЗ               | 20 | Гансі Мюллер          |     | 45' |
| НП               | 9  | Клаус Фішер           |     | 60' |
| Головний тренер: |    |                       |     |     |
| Гельмут Шен      |    |                       |     |     |

### Італія— Нідерланди
Враховуючи формат турніру та попередні турнірні здобутки команд, гра по суті мала статус півфінальної, адже її переможець ставав учасником фіналу чемпіонату. Нічия з великою ймовірністю також влаштовувала нідерландців, дозволяючи їм удруге поспіль стати фіналістом світової першості.
Ситуацію команда Нідерландів ускладнила для себе сама, коли на 19-й хвилині захисник Ерні Брандтс у боротьбі з Роберто Беттегою проштовхнув м'яч у власні ворота повз воротаря Піта Схрейверса, який до того ж у цьому зіткненні отримав травму, що не дозволила йому продовжити гру. До завершення першого тайму італійці продовжували контролювати гру і мали ще декілька гольових шансів.
Утім на другий тайм нідерландські футболісти вийшли більш налаштованими, і вже на 49-й хвилині їм вдалося зрівняти рахунок — Брандтс реабілітувався за автогол, вразивши і ворота суперників потужним ударом з 20 метрів. Отримавши рахунок, який їх задовільняв, нідерландці грали впевненіше і не дозволяли суперникам створювати гостроту біля власних воріт. Натомість за чверть години до фінального свистка їх півзахисник Арі Ган наважився на удар із 30 метрів, який виявився успішним і приніс його команді перемогу.
| 21 червня 1978 13:45 ART |

| Італія           | 1–2      | Нідерланди          |
| ---------------- | -------- | ------------------- |
| Брандтс 19' (аг) | Протокол | Брандтс 49' Ган 76' |

| Естадіо Монументаль, Буенос-Айрес Глядачів: 67,433 Арбітр: Анхель Франко Мартінес (Іспанія) |

| ВР               | 1  | Діно Дзофф (к)       |     |     |
| ЗХ               | 3  | Антоніо Кабріні      | 65' |     |
| ЗХ               | 4  | Антонелло Куккуредду |     |     |
| ЗХ               | 5  | Клаудіо Джентіле     |     |     |
| ЗХ               | 8  | Гаетано Ширеа        |     |     |
| ПЗ               | 10 | Ромео Бенетті        | 40' | 77' |
| ПЗ               | 14 | Марко Тарделлі       | 70' |     |
| ПЗ               | 15 | Ренато Дзаккареллі   |     |     |
| ПЗ               | 16 | Франко Каузіо        |     | 46' |
| НП               | 18 | Роберто Беттега      |     |     |
| НП               | 21 | Паоло Россі          |     |     |
| Заміни:          |    |                      |     |     |
| ПЗ               | 17 | Клаудіо Сала         |     | 46' |
| НП               | 19 | Франческо Граціані   |     | 72' |
| Головний тренер: |    |                      |     |     |
| Енцо Беардзот    |    |                      |     |     |

| ВР               | 1  | Піт Схрейверс        |     | 21' |
| ЗХ               | 2  | Ян Портвліт          |     |     |
| ЗХ               | 5  | Руд Крол (к)         |     |     |
| ЗХ               | 6  | Вім Янсен            |     |     |
| ЗХ               | 22 | Ерні Брандтс         |     |     |
| ПЗ               | 13 | Йоган Нескенс        |     |     |
| ПЗ               | 9  | Арі Ган              | 50' |     |
| ПЗ               | 10 | Рене ван де Керкгоф  |     |     |
| ПЗ               | 11 | Віллі ван де Керкгоф |     |     |
| НП               | 16 | Джонні Реп           | 35' | 65' |
| НП               | 12 | Роб Ренсенбрінк      |     |     |
| Заміни:          |    |                      |     |     |
| ВР               | 8  | Ян Йонгблуд          |     | 21' |
| ЗХ               | 4  | Адрі ван Край        |     | 65' |
| Головний тренер: |    |                      |     |     |
| Ернст Гаппель    |    |                      |     |     |